# Дакрес, Федрик
Федрик Дакрес (англ. Fedrick Dacres; род. 28 февраля 1994, Кингстон) — ямайский легкоатлет, который специализируется в метании диска. Серебряный призёр чемпионата мира 2019 года, двукратный победитель Панамериканских игр 2015 и 2019 годов. Участник летних Олимпийских игр 2016 года.

## Карьера
Он начал свою карьеру метателя будучи учащимся средней школы Калабара на Ямайке вместе с другими опытными метателями, такими как Чад Райт и Трэвис Смикл, под руководством Калабара Джулиана Робинсона.
На Панамериканских играх в 2015 году в канадском Торонто он занял первое место метнув снаряд на 64,80 м. Его первая победа на крупных международных соревнованиях среди взрослых спортсменов. 
В 2016 году принял участие в соревнованиях по метанию диска на летних Олимпийских играх в Бразилии. Его результат — 50,69 метра, он не прошёл квалификацию, а в итоговом протоколе он занял предпоследнее 31-е место.  
На Панамериканских играх в Лиме, в 2019 году, ямайский атлет вновь праздновал победу. Его результат — 67,68 метра. Он стал двукратным победителем Панамериканских игр. 
30 сентября 2019 года Федрик в Дохе стал серебряным призёром чемпионата мира в метании диска, показав результат — 66,94 метра. 

## Основные результаты
| Год  | Соревнование                      | Место проведения | Место | Результат |
| ---- | --------------------------------- | ---------------- | ----- | --------- |
| 2015 | Панамериканские игры              | Торонто, Канада  | 1     | 64,80 м   |
| 2019 | Панамериканские игры              | Лима, Перу       | 1     | 67,68 м   |
| 2019 | Чемпионат мира по лёгкой атлетике | Доха, Катар      | 2     | 66,94 м   |